# أربع لاءات وواحدة بدون
اللاءات الأربع وواحدة بدون (بالصينية المبسطة: 四不一没有; بالصينية التقليدية: 四不一沒有)، والمعروفة أيضًا باسم اللاءات الأربع (بالصينية: 四不) كان تعهدًا قطعه رئيس جمهورية الصين السابق تشين شوي بيان في خطاب تنصيبه في 20 مايو 2000، فيما يتعلق بالوضع السياسي لتايوان. وكان جزءًا مهمًا من العلاقات عبر المضيق.
وكان التعهد هو أنه، بشرط ألا تكون لدى جمهورية الصين الشعبية نية لاستخدام القوة العسكرية ضد تايوان، فإن إدارة تشين لن تقوم بما يلي:
1. إعلان استقلال تايوان،
2. تغيير الاسم الوطني من "جمهورية الصين" إلى "جمهورية تايوان"،
3. تضمين مبدأ العلاقات الخاصة بين الدولتين في دستور جمهورية الصين، أو
4. تشجيع إجراء استفتاء بشأن الوحدة أو الاستقلال.

وتسمى التعهدات الأربعة المذكورة أعلاه بـ "اللاءات الأربعة".
وبالإضافة إلى ذلك، كان "الواحدة بدون" هو أن إدارة تشين لن تلغي مجلس التوحيد الوطني (الذي ألغي لاحقاً في عام 2006) أو المبادئ التوجيهية للتوحيد الوطني، على الرغم من أن مجلس التوحيد الوطني اجتمع مرة واحدة فقط خلال فترة إدارته. في 27 فبراير 2006، توقف المجلس عن العمل تزامناً مع إلغاء ميزانيته الهزيلة أصلاً. وقال تشين إن قراره لم يغير الوضع الراهن في مضيق تايوان، بل أعاد السيادة إلى شعب تايوان. 
لقد كانت اللاءات الأربع والرفض الواحد جزءًا مهمًا من العلاقات بين جمهورية الصين والولايات المتحدة. وفي عدة مرات، كان على تشين أن يطمئن الولايات المتحدة بأن سياسة "اللاءات الأربع وواحدة بدون" لم يتم إلغاؤها، وأنه لم يكن يحاول التحايل على تعهده من خلال أي ثغرات. كانت العبارة التي استخدمتها الولايات المتحدة فيما يتصل بهذه السياسة هي أن الولايات المتحدة "تقدر تعهد تشين وتأخذه على محمل الجد".